# 巴托尔菲·奇洛
巴托尔菲·奇洛（匈牙利語：Bátorfi Csilla，1969年3月3日—），出生于松博特海伊，匈牙利女子乒乓球运动员。她曾获得9枚欧洲乒乓球锦标赛金牌。她从1988年起连续参加了五届夏季奥运会乒乓球比赛。